# Port lotniczy Santarém
Port lotniczy Santarém (IATA: STM, ICAO: SBSN) – port lotniczy położony w Santarém, w stanie Pará, w Brazylii.